# Commission nationale forestière du Mexique
La commission nationale forestière du Mexique (espagnol : Comisión Nacional Forestal ou CONAFOR) est un organisme gouvernemental chargé de développer, de soutenir et de promouvoir la conservation et la restauration des forêts du Mexique et ainsi participer à l'élaboration des plans, des programmes et des politiques pour le développement durable du secteur forestier. Il fait partie du Secrétariat de l'Environnement et des Ressources Naturelles et a été créé le 4 avril 2001.